# Dogfight 2187
Dogfight 2187 è un videogioco sparatutto in prima persona spaziale pubblicato nel 1987 per Amstrad CPC, Commodore 64 e ZX Spectrum dalla Starlight Software, un'etichetta legata al ramo britannico dell'Ariolasoft.
Consiste nel pilotaggio tridimensionale di un'astronave con combattimenti aerei (in inglese dogfight), come in un simulatore di volo molto semplice, ma generalmente le fonti lo considerano uno sparatutto.

## Trama
Nel 2187 è stata rilevata un'anomalia nello spazio, attraverso la quale giungono astronavi aliene ostili. Secondo la leggenda, una profezia aveva previsto l'invasione ed esseri antichi nascosero per l'universo 100 parti di un generatore iperspaziale, che dovrebbe servire a chiudere la falla nel continuum spazio-temporale. Il pilota Rhett Dexter, uno dei pochi a credere nella profezia, ha rubato un caccia interstellare sperimentale e si lancia alla ricerca delle parti del generatore.

## Modalità di gioco
Si pilota una navicella con vista in prima persona. Gli altri oggetti nello spazio sono mostrati con grafica tridimensionale wireframe monocromatica su sfondo di stelle che scorrono. L'interfaccia è sempre a schermo diviso verticalmente, con ciascuna metà dedicata alla navicella di un giocatore; quando si gioca da soli, l'altra metà mostra la visuale di uno dei nemici controllati dal computer.
Per pilotare, i controlli direzionali permettono di virare nelle tre dimensioni, sebbene le direzioni su e giù non funzionino come in una tipica barra di comando, ma sono invertite (tirando indietro la leva si va in picchiata e viceversa). Il pulsante/tasto di fuoco permette di sparare verso il mirino a centro visuale. Tramite tastiera si può aumentare e diminuire la velocità e cambiare arma tra le due disponibili.
I nemici sono astronavi nemiche di diversi tipi, che si possono incontrare a ondate di un massimo di 4 alla volta. Può essere necessario colpirle diverse volte per distruggerle. Una nave nemica in ogni gruppo può trasportare una delle parti di generatore che devono essere trovate, ma l'oggetto diventa visibile e si può raccogliere solo dopo aver distrutto tutta l'ondata. Oppure, dopo aver sconfitto i nemici può diventare visibile un pianeta e si può entrare in una galleria fatta di quadrati rotanti, dove si ricaricano gli scudi difensivi e il carburante della navicella. Altrimenti l'esaurimento del carburante o i colpi nemici dopo l'esaurimento degli scudi determinano la sconfitta. A volte possono ricomparire dei nemici durante la ricarica, costringendo a interromperla.
L'intero scenario di gioco è costituito da 256 settori di spazio, e si può fare un balzo interstellare dall'uno all'altro nelle varie direzioni solo dopo aver raccolto la parte di generatore o rifornito l'astronave nel settore attuale. Il manuale di gioco non è d'aiuto su dove trovare i settori con pianeti di rifornimento.
Ci sono 100 parti di generatore sparse per lo scenario, ma per completare il gioco basta ottenerne 9. Se ne possono trasportare al massimo due alla volta e devono essere portate presso la falla spazio-temporale da chiudere. Là si trova una griglia di riquadri che scompaiono man mano che si arriva con le parti.
Si può giocare in singolo, in due giocatori in cooperazione per chiudere insieme la falla, oppure in due giocatori in competizione; in tal caso uno deve compiere la missione di chiudere la falla e l'altro sta dalla parte dei nemici, pilotando di volta in volta una delle loro navi.
Sotto ciascuna delle due visuali è situato il pannello informativo di ciascun giocatore. Ogni pannello comprende: "bussola galattica" che indica la posizione a grande scala rispetto alla falla; punteggio; radar a corto raggio tridimensionale, che mostra gli oggetti vicini nel settore attuale; tempo rimasto per completare la missione, che parte da 30 minuti; indicatore delle parti trasportate; barre del carburante e degli scudi; immagine schematica del nemico ingaggiato, con evidenziazione dei suoi punti più vulnerabili; indicatore dell'arma selezionata. Sopra la visuale è situata una linea per messaggi di testo scorrevoli.

## Accoglienza
Dogfight 2187 ricevette giudizi molto variabili dalla critica europea dei suoi tempi, prevalentemente giudizi medi.
La rivista Your Sinclair (versione ZX Spectrum) fu particolarmente entusiasta, diede un voto di 9/10 e un titolo di Megagame, ritenendo la fluida grafica perfino migliore di quella del celebre Elite.
Tilt (versioni Commodore 64 e Amstrad CPC) lo trovò discreto, un puro sparatutto semplice e poco originale, ma ben realizzato.
Molte altre riviste diedero a Dogfight 2187 valutazioni medie, spesso evidenziandone la poca originalità e la monotonia e apprezzando soprattutto la modalità a due giocatori.
Tra le testate più negative ci furono Zzap! (versione C64, voto 41%) che lo trovò tecnicamente ben fatto, ma senza compensare lo scarso interesse del gioco, e Aktueller Software Markt che apprezzò la grafica, ma sempre in un gioco non interessante.